# Europe (voilier)
Pour les articles homonymes, voir Europe (homonymie).
L'Europe est une classe de dériveur monotype en solitaire dessinée en Belgique en 1962 par Alois Roland.

## Description
Alois Roland, également constructeur, a réalisé des exemplaires en bois moulé. La construction a ensuite évolué vers le polyester (chantier Stafler, Chantiers Lanaverre, Heriksens, Finessa, Boutemy) mais les superbes réalisations du constructeur belge Cristalli, en acajou moulé saturé de résine epoxy, restent compétitives au plus haut niveau,.
Sa longueur est de 3,35 m pour une largeur de 1,38 m, son poids est de 45 kg et sa surface de voile de 7 m2.
Originellement il avait été dessiné pour se conformer à la jauge de la série des Moth (dériveurs « à restrictions » dont le dessin est libre moyennant quelques restrictions sur la longueur totale et la surface de voilure)  d'où son premier nom de Moth - Europe.
Adapté à un large éventail de gabarits, féminins notamment, ce bateau a subi comme d'autres la pression de la compétition, une sophistication croissante (mât en fibre de carbone) et un renchérissement certain qui a limité sa diffusion face au populaire Laser Radial.
L'Europe a été choisi comme série olympique pour les Jeux olympiques d'été de 1992 comme dériveur en solitaire féminin, et ce jusqu'en 2004. Il a été remplacé aux jeux d'été de 2008 par le Laser Radial.